# Närkes runinskrifter 26
Närkes runinskrifter 26 är en runsten som är inmurad i Glanshammars kyrka i Glanshammars socken, Örebro kommun. 

## Stenen och dess placering

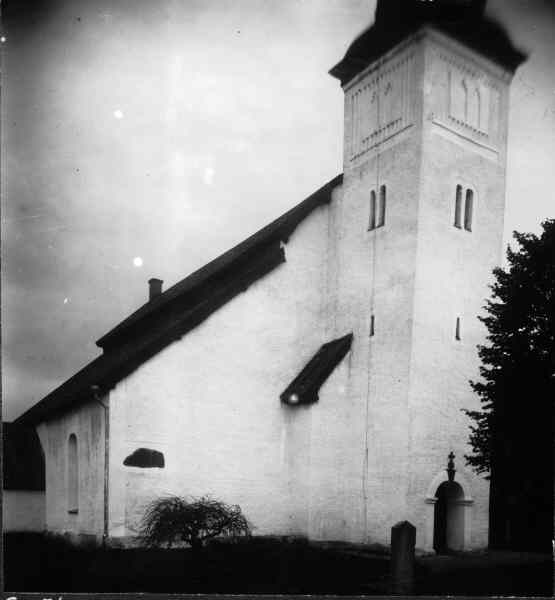
Glanshammars kyrka, stenen syns i väggen.

Nä 26 ristades i mitten eller slutet av 1000-talet. Stenen är av svart och glimmerrik granit, 160 cm hög och 66 cm bred nedtill. Var den ursprungligen stod är okänt. När Johannes Bureus såg stenen i början av 1600-talet fanns den redan på sin nuvarande plats, cirka 3 meter över marknivån, inmurad i Glanshammars kyrkas västgavel. Troligen placerades den där när kyrkan tillfogades sitt norra sidoskepp i början av 1300-talet. Antagligen uppstod då kantskadorna på stenen. Bland annat är toppen avslagen vilket lett till att ett par runor har försvunnit eller skadats. Runstenen står inte upp i kyrkomuren som den en gång var rest, utan är lagd på sidan.

## Runor och ornamentik
På stenens mittparti finns ett inristat fyrfotadjur och själva runinskriften löper i en drakslinga längs kanten som i nedre delen av stenen viks inåt från både och höger och vänster. De två delarna binds sedan samman med ett koppel. Runraden lyder i translitteration
Translitterering av runraden:
: þorkeʀ : auk : tu-...--a : --(t)u : kera : mer-- ...(i)ʀ : bruna : faþur : sin : auk : moþur : sina : hulmu :
Normalisering till fornvästnordiska:
Þorgæiʀʀ ok ... [le]tu gæra mær[ki æft]iʀ Bruna, faður sinn, ok moður sina Holmu.
Översättning till nusvenska:
Torger och ... läto göra minnesmärket efter Brune, sin fader, och efter sin moder Holma.
Runinskriften följer den vanliga mallen för minnesinskrifter så man har kunnat rekonstruera de flesta runor som fallit bort. Undantaget är namnet som börjar med tu och slutar med a. Det rör sig antagligen om ett ganska ovanligt namn som burits av Torgers bror eller syster.
Likheter i material, huggningsteknik och linjeföring gör det troligt att Nä 26 och den enbart med ornamentik försedda Nä 27 tillsammans utgjort ett minnesmärke över Brune och Holma. Även formuleringen ”läto göra minnesmärket” tyder på att det rör sig om en del av ett sammansatt minnesmärke och inte en enskild rest sten, för i så fall hade ”läto resa stenen” varit en mera trolig formulering.